# داته سانه‌موتو
داته سانه‌موتو (به ژاپنی: 伊達 実元 Date Sanemoto) (۱۵۲۷ – ۱۵۸۷ میلادی)، سامورایی و دایمیو در دوره سنگوکو
پسر داته شیگه‌زانه بود.